# Vila Real de Santo António
Vila Real de Santo António ist eine Gemeinde und Stadt im Distrikt Faro in Portugal. Sie liegt am Golf von Cádiz, der zum Atlantischen Ozean gehört, und am rechten Ufer des Rio Guadiana, dessen Unterlauf zugleich die Grenze zwischen Portugal und Spanien ist. Am gegenüberliegenden Ufer des Río Guadiana liegt Ayamonte (Andalusien, Spanien).

## Geschichte
An der breiten Mündung des Guadiana lag früher der Fischerort Santo Antonio de Avenilha, der Anfang des 17. Jahrhunderts durch ein Seebeben vollständig zerstört wurde. 1774 ließ an dieser Stelle der Marquês de Pombal (1699–1782), seinerzeit Premierminister des Königs Josè I., in nur fünf Monaten eine neue Stadt erbauen: Vila Real – die königliche Stadt. Um den ursprünglichen Ort nicht in Vergessenheit geraten zu lassen, wählte der Marquês den Namen „Vila Real de Santo Antonio“ für die Stadt.
Mit dem schnellen und mit großer Härte betriebenen Aufbau der Stadt verfolgte der Marquês vor allem strategische Zwecke. Das Erdbeben von 1755 hatte nämlich Grenzstädte zu Spanien wie Castro Marim und Festungen wie Fortaleza de Cacela zerstört, es war dringend notwendig, gegenüber dem Erzfeind Spanien „Flagge“ zu zeigen. Erfahrung mit dem schnellen Wiederaufbau einer Stadt hatte der Marquês in Lissabon gesammelt. Dort wurde nach dem Erdbeben 1755 unter seiner Regie die völlig zerstörte Unterstadt, die Baixa Pombalina, neu aufgebaut, und zwar nach dem Muster eines Schachbretts. Alle Straßen führen rechtwinklig aufeinander zu, die Häuser haben einen einheitlichen Stil. Genau nach diesen Vorgaben wurde Vila Real angelegt, wobei wegen der Eile sogar Fertigteile aus Lissabon nach Vila Real verschifft wurden.

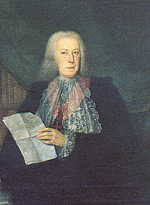
Marquês de Pombal

Der Marquês de Pombal, ein für seine Zeit fortschrittlicher Minister mit umfassenden Machtbefugnissen, wollte mit der Gründung der Stadt aber auch innenpolitisch seine Vorstellungen durchsetzen. Um Handel und Wirtschaft nach seinen Plänen in anzukurbbeln, gründete er eine Fischereigesellschaft und subventionierte den Schiffbau. Auf wenig Gegenliebe bei der Bevölkerung stieß hingegen die Einführung des Zolls. Auch die Zwangsumsiedlung von ganzen Orten gelang nicht immer. Die Fischer von Monte Gordo weigerten sich beharrlich und wichen nach Spanien aus. Die neuen Bewohner kamen aus Aveiro in Nordportugal (dort konnten sie wegen einer Naturkatastrophe nicht mehr leben) und aus anderen Orten der Algarve.
Wie es mit dem Ort weiterging, ist unter Chronisten teilweise umstritten. Sicher ist, dass der Marquês de Pombal nach dem Tod seines Dienstherrn König José I in Ungnade fiel (er hatte sich mit Jesuiten und dem Kleinadel angelegt und wollte deren Privilegien abschaffen) und 1777 entlassen wurde. Danach soll den meisten Quellen zufolge die Stadt erst einmal in Vergessenheit geraten sein. Auf einer deutschen Karte des Königreiches Algarvien aus dem 19. Jahrhundert taucht der Ort nicht auf. Etwa 100 Jahre später wurde sie 'wiederbelebt' und war bis in die 1960er Jahre ein Stützpunkt für die Thunfischerei und Sardinenfischer. Der Hafen ist bedeutsam für die Ausfuhr von Erzen.  Der Aufschwung begann wahrscheinlich, nachdem der Ort 1902 an die Bahnstrecke Linha do Algarve angeschlossen wurde und als Fischfabriken entstanden.

## Verwaltung

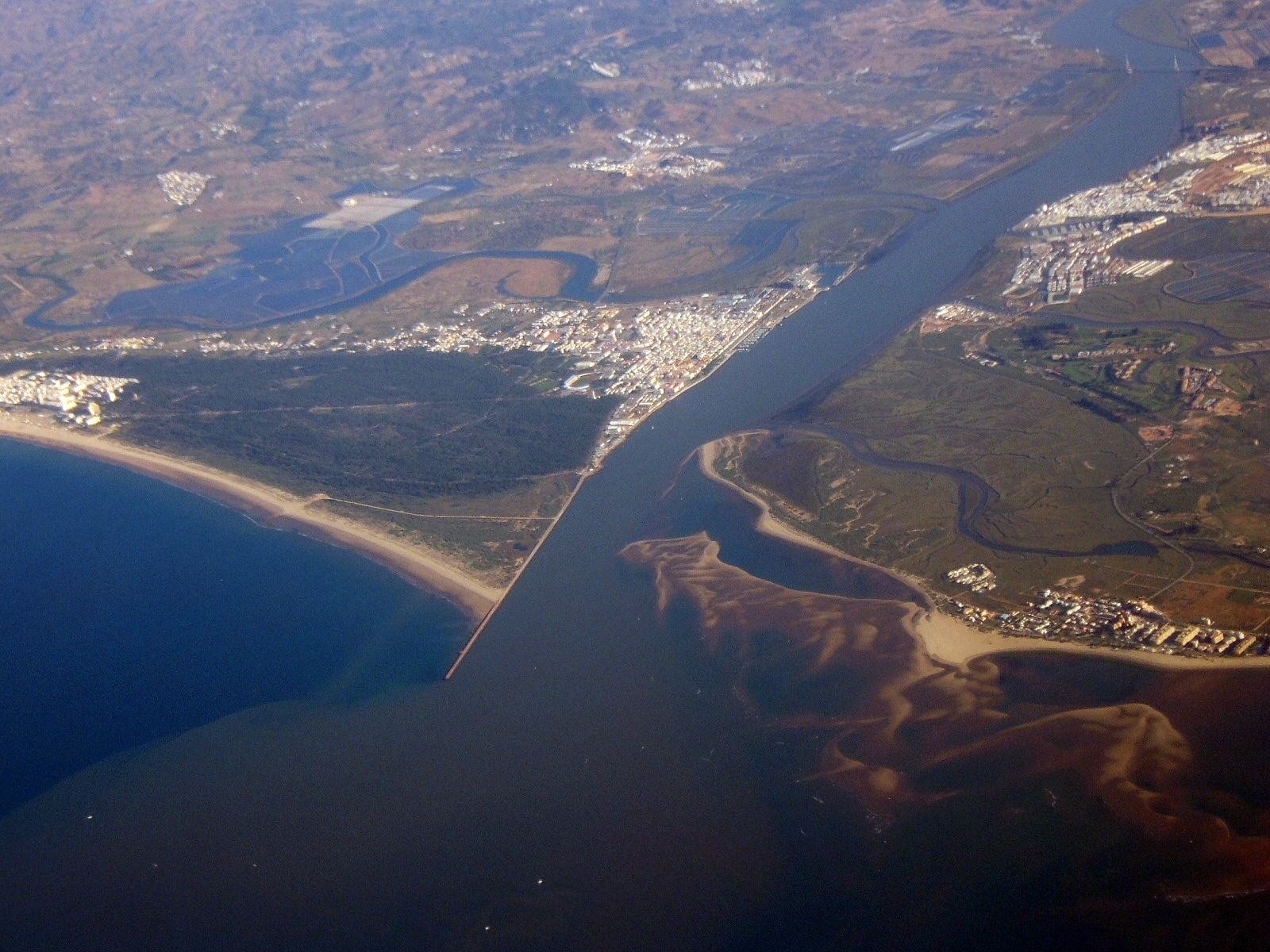
Guadianamündung, in der Mitte des Bildes: Vila Real de Santo António

Vila Real de Santo António ist Verwaltungssitz eines gleichnamigen Kreises. Der Kreis ist einer der wenigen portugiesischen Kreise, dessen Territorium nicht zusammenhängt, sondern sich aus einem westlichen Teil, der Gemeinde Vila Nova de Cacela und einem östlichen Teil, dem eigentlichen Stadtgebiet, zusammensetzt. An den östlichen Teil grenzt im Westen und Norden der Kreis Castro Marim, Spanien liegt im Osten, der Atlantik im Süden. An den westlichen Teil grenzt im Osten der Kreis Castro Marim, im Westen der Kreis Tavira und im Süden der Atlantische Ozean.
Die folgenden Gemeinden (freguesias) liegen im Kreis Vila Real de Santo António:

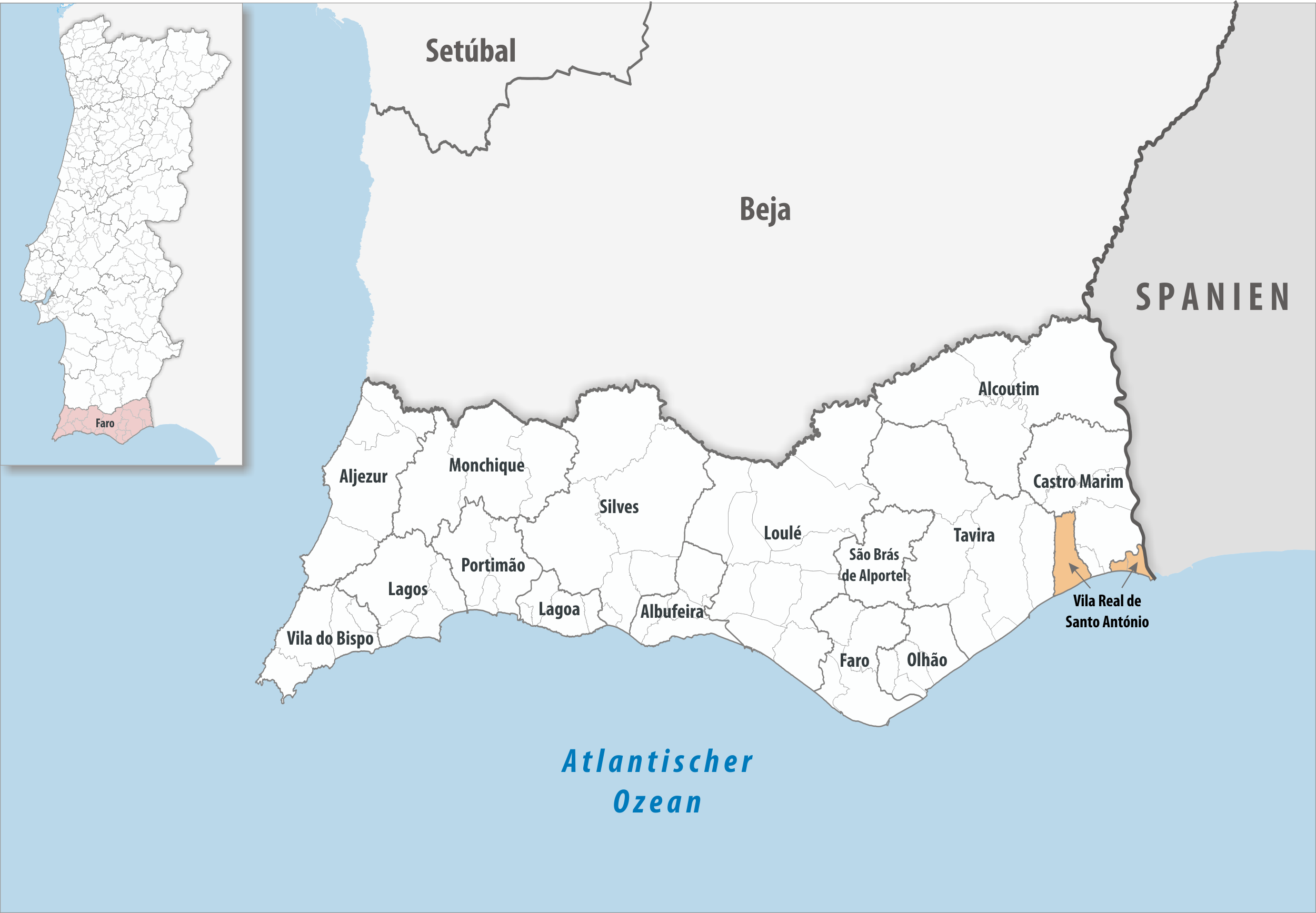
Kreis Vila Real de Santo António

| Gemeinde                         | Einwohner (2021) | Fläche km² | Dichte Einw./km² | LAU- Code |
| -------------------------------- | ---------------- | ---------- | ---------------- | --------- |
| Monte Gordo                      | 3.197            | 4,22       | 757              | 081603    |
| Vila Nova de Cacela              | 3.873            | 46,03      | 84               | 081601    |
| Vila Real de Santo António       | 11.754           | 10,99      | 1.069            | 081602    |
| Kreis Vila Real de Santo António | 18.824           | 61,24      | 307              | 0816      |

## Öffentlicher Verkehr

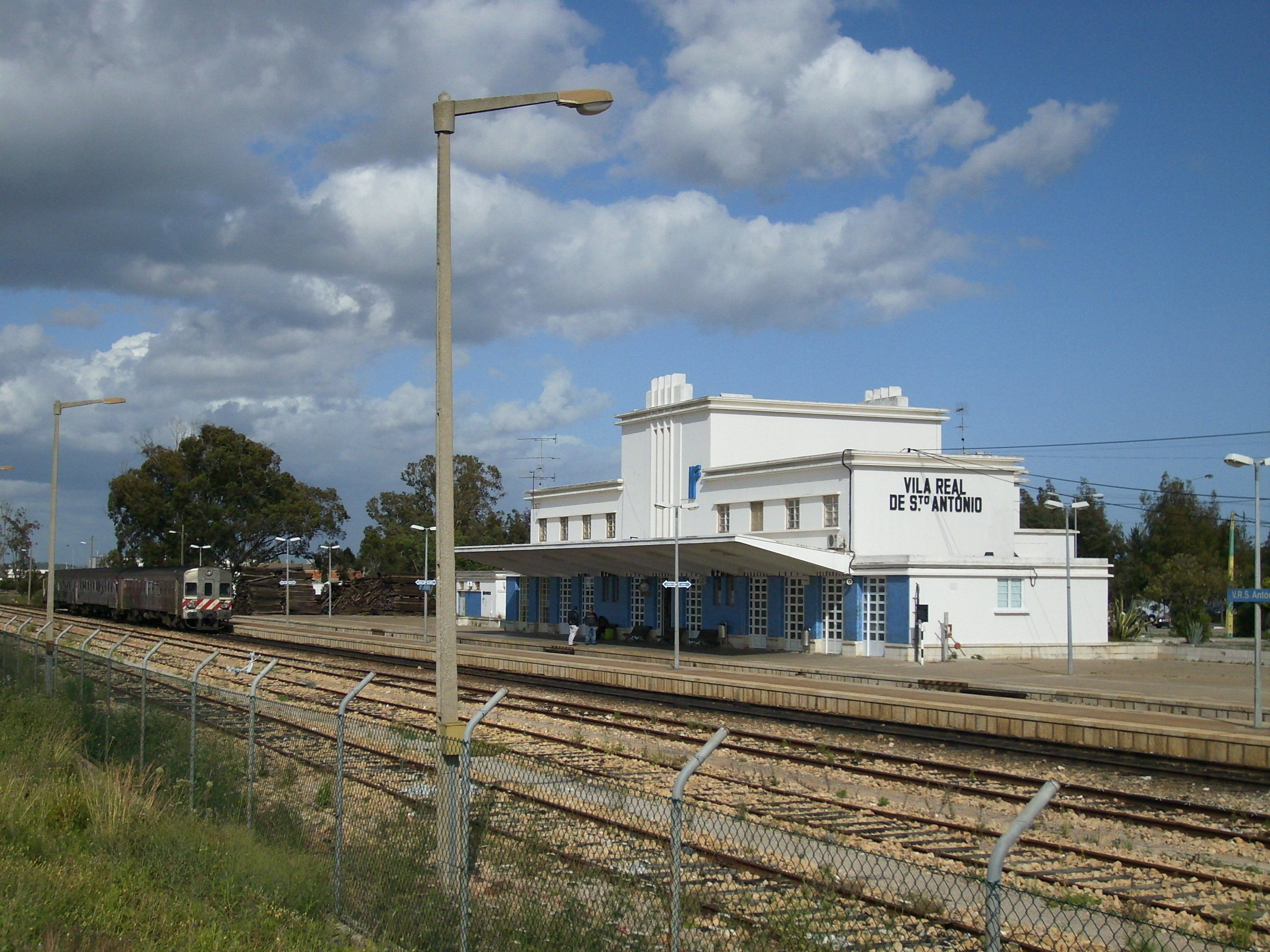
Der Bahnhof
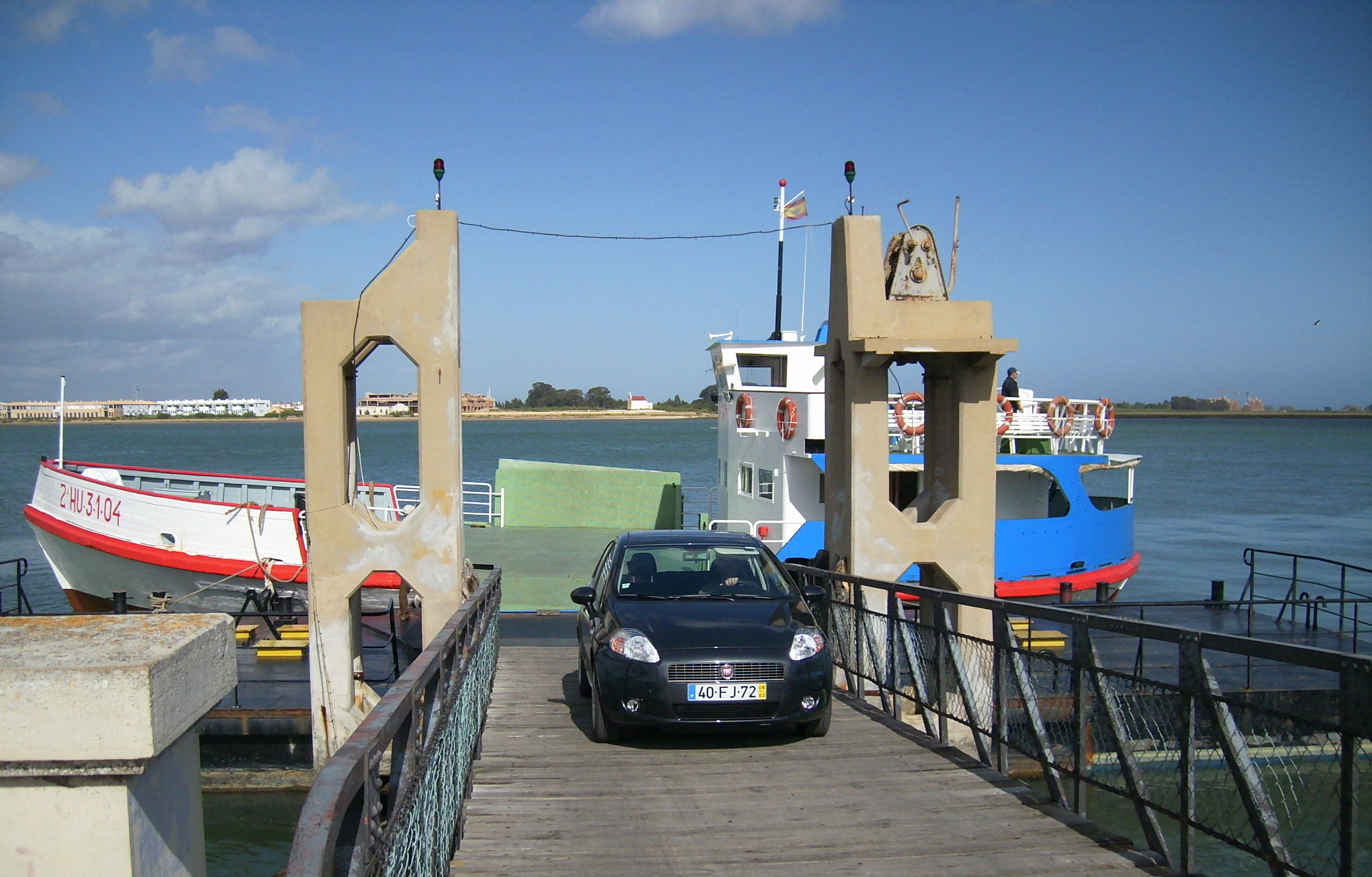
Die Fähre

Der Ort ist Endstation der Bahnlinie Lagos–Faro–Vila Real und wird mit Regionalzügen bedient. Parallel dazu verkehren Busse, die bis Sevilla weiterfahren.
Im lokalen Grenzverkehr mit Ayamonte (Spanien) verkehrt tagsüber eine Fähre – auch zum Autotransport, obwohl seit 1991 auch die Autobahnbrücke Ponte Internacional do Guadiana nördlich der Stadt zur Verfügung steht.

## Söhne und Töchter
- Frederico Leão Cabreira (1800–1880), General und Visconte von Faro
- António Aleixo (1899–1949), Volksdichter
- Maria José Rodrigues Ritta (* 1941), Ehefrau von Jorge Sampaio, portugiesischer Präsident 1996–2006
- Mário Centeno (* 1966), Ökonom und Hochschullehrer, 2015–2020 Finanzminister, seit 2020 Zentralbankchef
- Nuno Almeida (* 1975), Fußballschiedsrichter
- Amaro Antunes (* 1990), Radrennfahrer